# Museo diocesano di Santo Stefano al Ponte
Il museo diocesano di arte sacra, ospitato nei locali della canonica e degli spazi attigui alla chiesa di Santo Stefano al Ponte, era il museo diocesano di Firenze. La collezione era composta da opere provenienti dalle chiese fiorentine, tolte nella seconda metà del XX secolo per ragioni di conservazione e sicurezza.
Ha aperto nel 1983 e subì gravi danni durante l'attentato di via dei Georgofili del 27 maggio 1993, quando crollò un soffitto e vennero perduti per sempre alcuni oggetti e arredi. Riaperto nel 1995, è stato chiuso nel 2014, e trasformato in un deposito per i beni artistici della diocesi, visitabile agli studiosi su richiesta.

## Elenco delle opere principali

### Gotico e Tardogotico
- Corso di Buono, Madonna in trono (XIII secolo);
- Giotto, Madonna di San Giorgio alla Costa (1290-1295);
- Maestro di Montefloscoli,San Damaso (XIV secolo);
- Maestro del Crocifisso di San Quirico, Crocifisso su tavola (XIV secolo);
- Maestro del Trittico Horne, San Pietro martire (XIV secolo);
- Giovanni del Biondo, Incoronazione di Maria, San Tommaso d'Aquino e Madonna col Bambino (XIV secolo);
- Nino Pisano, statua marmorea della Madonna col Bambino (XIV secolo);
- Jacopo di Cione, San Pietro (XIV secolo);
- Orcagna (bottega), quattro statue lignee (XIV secolo);
- Maestro di Santa Verdiana, San Giovanni Battista, San Lorenzo e San Martino (fine del XIV secolo);
- Mariano d'Agnolo Romanelli, sculture in legno policromo, l'Arcangelo Gabriele e Maria Annunziata (1380-1390);
- Cenni di Francesco, Crocifissione tra santi (fine XIV-inizi XV secolo);
- Lorenzo di Niccolò, trittico (1402);
- Maestro della Madonna Straus, Annunciazione e polittico di Gàliga (fine sec. XIV-inizi XV);
- Parri Spinelli, Croce (XV secolo);
- Bicci di Lorenzo, i Santi Donato Vescovo, Lucia e Maria Maddalena (XV secolo);
- Bicci di Lorenzo, Annunciazione (XV secolo);

### Rinascimento e Manierismo
- Masolino da Panicale, San Giuliano (1423-1425 circa);
- Paolo Uccello, Predella di Quarate (1433-1434);
- Domenico di Michelino, predella e Madonna col Bambino (XV secolo);
- Filippo Lippi, trittico raffigurante Christus Patiens e i Santi Girolamo e Alberto da Vercelli (XV secolo)
- Benedetto Buglioni, scultura in terracotta, San Giovannino (1500 c.);
- Francesco Granacci, Pietà (1500 c.);
- Maestro del Tondo Borghese, Vergine in trono (1511);
- Michele di Ridolfo del Ghirlandaio, Sacra conversazione (XVI secolo);
- Santi di Tito, Incontro del servo di Abramo con Rebecca al pozzo (1602).
- Filippo Paladini, Martirio di Giovanni Battista (fine XVI secolo);

### Barocco
- Pietro Tacca, busto di bronzo del Beato Davanzato (1630 circa);
- Raniero Baldi, statua lignea di San Tommaso di Villanova (metà del XVII secolo);
- Carlo Dolci, Ecce Homo (XVII secolo);
- Bernardo Holzmann, busto d'argento di san Cresci (1703).

- Arredi e strumenti liturgici